# 各年のイランの一覧

イランの国旗

各年のイランの一覧（かくねんのイランのいちらん）は、イランの各年ごとの記事の一覧。この一覧ではイランの各年ごとの記事の他、各世紀と各年代、イランの各分野における各年ごとの記事についても取り扱う。

## 一覧

### 18世紀

#### ガージャール朝ペルシア
- 1790年代
  - 1797年のイラン（英語版）

### 19世紀
- 1800年代
  - 1804年のイラン（英語版） 1807年のイラン（英語版） 1808年のイラン（英語版）
- 1810年代
  - 1813年のイラン（英語版）
- 1820年代
  - 1826年のイラン（英語版） 1828年のイラン（英語版）
- 1830年代
  - 1831年のイラン（英語版） 1833年のイラン（英語版） 1834年のイラン（英語版）
- 1840年代
  - 1848年のイラン（英語版）
- 1850年代
  - 1853年のイラン（英語版）
- 1860年代
  - 1861年のイラン（英語版）
- 1870年代
  - 1872年のイラン（英語版）
- 1890年代
  - 1896年のイラン（英語版） 1898年のイラン（英語版）

### 20世紀
- 1900年代
  - 1907年のイラン（英語版） 1908年のイラン（英語版） 1909年のイラン（英語版）
- 1910年代
  - 1911年のイラン（英語版）
- 1920年代
  - 1925年のイラン（英語版）

#### パフラヴィー朝ペルシア帝国
- 1920年代
  - 1926年のイラン（英語版）
- 1930年代
  - 1930年のイラン（英語版）

#### パフラヴィー朝イラン帝国
- 1940年代
  - 1946年のイラン（英語版）
- 1950年代
  - 1953年のイラン（英語版） 1954年のイラン（英語版）
  - 1955年のイラン（英語版） 1956年のイラン（英語版） 1957年のイラン（英語版） 1958年のイラン（英語版） 1959年のイラン（英語版）
- 1960年代
  - 1960年のイラン（英語版） 1961年のイラン（英語版） 1962年のイラン（英語版） 1963年のイラン（英語版） 1964年のイラン（英語版）
  - 1965年のイラン（英語版） 1966年のイラン（英語版） 1967年のイラン（英語版） 1968年のイラン（英語版） 1969年のイラン（英語版）
- 1970年代
  - 1970年のイラン（英語版） 1971年のイラン（英語版） 1972年のイラン（英語版） 1973年のイラン（英語版） 1974年のイラン（英語版）
  - 1975年のイラン（英語版） 1976年のイラン（英語版） 1977年のイラン（英語版） 1978年のイラン（英語版） 1979年のイラン（英語版）

#### イラン・イスラム共和国
- 1980年代
  - 1980年のイラン（英語版） 1981年のイラン（英語版） 1982年のイラン（英語版） 1983年のイラン（英語版） 1984年のイラン（英語版）
  - 1985年のイラン（英語版） 1986年のイラン（英語版） 1987年のイラン（英語版） 1988年のイラン（英語版） 1989年のイラン（英語版）
- 1990年代
  - 1990年のイラン（英語版） 1991年のイラン（英語版） 1992年のイラン（英語版） 1993年のイラン（英語版） 1994年のイラン（英語版）
  - 1995年のイラン（英語版） 1996年のイラン（英語版） 1997年のイラン（英語版） 1998年のイラン（英語版） 1999年のイラン（英語版）
- 2000年代
  - 2000年のイラン（英語版）

### 21世紀
- 2000年代
  - 2001年のイラン（英語版） 2002年のイラン（英語版） 2003年のイラン（英語版） 2004年のイラン（英語版）
  - 2005年のイラン（英語版） 2006年のイラン（英語版） 2007年のイラン（英語版） 2008年のイラン（英語版） 2009年のイラン（英語版）
- 2010年代
  - 2010年のイラン 2011年のイラン（英語版） 2012年のイラン（英語版） 2013年のイラン（英語版） 2014年のイラン（英語版）
  - 2015年のイラン（英語版） 2016年のイラン（英語版） 2017年のイラン（英語版） 2018年のイラン（英語版） 2019年のイラン（英語版）
- 2020年代
  - 2020年のイラン（英語版） 2021年のイラン（英語版） 2022年のイラン（英語版） 2023年のイラン（英語版） 2024年のイラン（英語版）
  - 2025年のイラン（英語版） 2026年のイラン（英語版） 2027年のイラン（英語版） 2028年のイラン（英語版） 2029年のイラン（英語版）